# Cristian Chagas Tarouco
Cristian Chagas Tarouco (Pelotas, Brasil; 12 de marzo de 1988) es un futbolista brasileño. Su posición es defensa y juega en el Fortaleza EC de la Serie A de Brasil.

## Trayectoria

### Fortaleza EC
En el año 2021 llega al Fortaleza EC. Su primer partido con el club fue el 12 de mayo en un partido del Campeonato Cearense contra Crato SC, Titi arrancó como titular y completo todo el partido, al final su equipo terminó ganando el partido por marcador de 1-6.

## Estadísticas
Actualizado el 9 de noviembre de 2024.
| Club                   | Div.          | Temporada     | Liga  | Liga  | Estatal | Estatal | Copas nacionales(1) | Copas nacionales(1) | Copas internacionales(2) | Copas internacionales(2) | Total | Total |
| Club                   | Div.          | Temporada     | Part. | Goles | Part.   | Goles   | Part.               | Goles               | Part.                    | Goles                    | Part. | Goles |
| ---------------------- | ------------- | ------------- | ----- | ----- | ------- | ------- | ------------------- | ------------------- | ------------------------ | ------------------------ | ----- | ----- |
| Vasco da Gama · Brasil | 1ª            | 2009          | 18    | 1     | 13      | 1       | 1                   | 0                   | -                        | -                        | 32    | 2     |
| Vasco da Gama · Brasil | 1ª            | 2010          | 13    | 0     | 13      | 0       | 4                   | 0                   | -                        | -                        | 30    | 0     |
| Vasco da Gama · Brasil | Total club    | Total club    | 31    | 1     | 26      | 1       | 5                   | 0                   | 0                        | 0                        | 62    | 2     |
| Bahia · Brasil         | 1ª            | 2011          | 32    | 2     | 19      | 0       | 6                   | 0                   | -                        | -                        | 56    | 2     |
| Bahia · Brasil         | 1ª            | 2012          | 34    | 0     | 21      | 1       | 7                   | 0                   | 2                        | 0                        | 64    | 1     |
| Bahia · Brasil         | 1ª            | 2013          | 32    | 0     | 18      | 1       | 2                   | 0                   | 4                        | 0                        | 56    | 1     |
| Bahia · Brasil         | 1ª            | 2014          | 24    | 1     | 18      | 1       | 5                   | 0                   | 4                        | 1                        | 48    | 3     |
| Bahia · Brasil         | 1ª            | 2015          | 12    | 1     | 21      | 2       | 2                   | 0                   | -                        | -                        | 35    | 3     |
| Bahia · Brasil         | Total club    | Total club    | 134   | 4     | 97      | 5       | 22                  | 0                   | 10                       | 1                        | 263   | 10    |
| Kasımpaşa SK Turquía   | 1ª            | 2015-16       | 33    | 3     | -       | -       | 0                   | 0                   | -                        | -                        | 33    | 3     |
| Kasımpaşa SK Turquía   | 1ª            | 2016-17       | 33    | 6     | -       | -       | 6                   | 1                   | -                        | -                        | 39    | 7     |
| Kasımpaşa SK Turquía   | Total club    | Total club    | 66    | 9     | -       | -       | 6                   | 1                   | -                        | -                        | 72    | 10    |
| Bursaspor Turquía      | 1ª            | 2017-18       | 31    | 1     | -       | -       | 5                   | 0                   | -                        | -                        | 36    | 1     |
| Bursaspor Turquía      | Total club    | Total club    | 31    | 1     | -       | -       | 5                   | 0                   | -                        | -                        | 36    | 1     |
| Göztepe SK Turquía     | 1ª            | 2018-19       | 32    | 0     | -       | -       | 4                   | 0                   | -                        | -                        | 36    | 0     |
| Göztepe SK Turquía     | 1ª            | 2019-20       | 30    | 0     | -       | -       | 2                   | 0                   | -                        | -                        | 32    | 0     |
| Göztepe SK Turquía     | 1ª            | 2020-21       | 20    | 1     | -       | -       | 2                   | 0                   | -                        | -                        | 22    | 1     |
| Göztepe SK Turquía     | Total club    | Total club    | 82    | 1     | -       | -       | 8                   | 0                   | -                        | -                        | 90    | 1     |
| Fortaleza EC · Brasil  | 1ª            | 2021          | 34    | 1     | 4       | 0       | 8                   | 0                   | -                        | -                        | 46    | 1     |
| Fortaleza EC · Brasil  | 1ª            | 2022          | 34    | 0     | 6       | 1       | 15                  | 1                   | 7                        | 0                        | 62    | 2     |
| Fortaleza EC · Brasil  | 1ª            | 2023          | 32    | 0     | 6       | 1       | 10                  | 0                   | 17                       | 0                        | 65    | 1     |
| Fortaleza EC · Brasil  | 1ª            | 2024          | 19    | 1     | 12      | 0       | 2                   | 0                   | 5                        | 0                        | 38    | 1     |
| Fortaleza EC · Brasil  | Total club    | Total club    | 119   | 2     | 28      | 2       | 35                  | 1                   | 29                       | 0                        | 211   | 5     |
| Total carrera          | Total carrera | Total carrera | 463   | 18    | 152     | 8       | 80                  | 2                   | 39                       | 1                        | 734   | 29    |

## Palmarés

### Campeonatos nacionales
| Título              | Club          | País   | Año  |
| ------------------- | ------------- | ------ | ---- |
| Serie B             | Vasco da Gama | Brasil | 2009 |
| Campeonato Baiano   | Bahia         | Brasil | 2012 |
| Campeonato Baiano   | Bahia         | Brasil | 2014 |
| Campeonato Baiano   | Bahia         | Brasil | 2015 |
| Campeonato Cearense | Fortazela     | Brasil | 2021 |
| Campeonato Cearense | Fortazela     | Brasil | 2022 |
| Copa do Nordeste    | Fortazela     | Brasil | 2022 |